# Contea di Lenawee
La contea di Lenawee, in inglese Lenawee County, è una contea dello Stato del Michigan, negli Stati Uniti. La popolazione al censimento del 2000 era di 101 786 abitanti. Il capoluogo di contea è Adrian.
Comuni presenti:
- Hudson